# Heterotrofismo

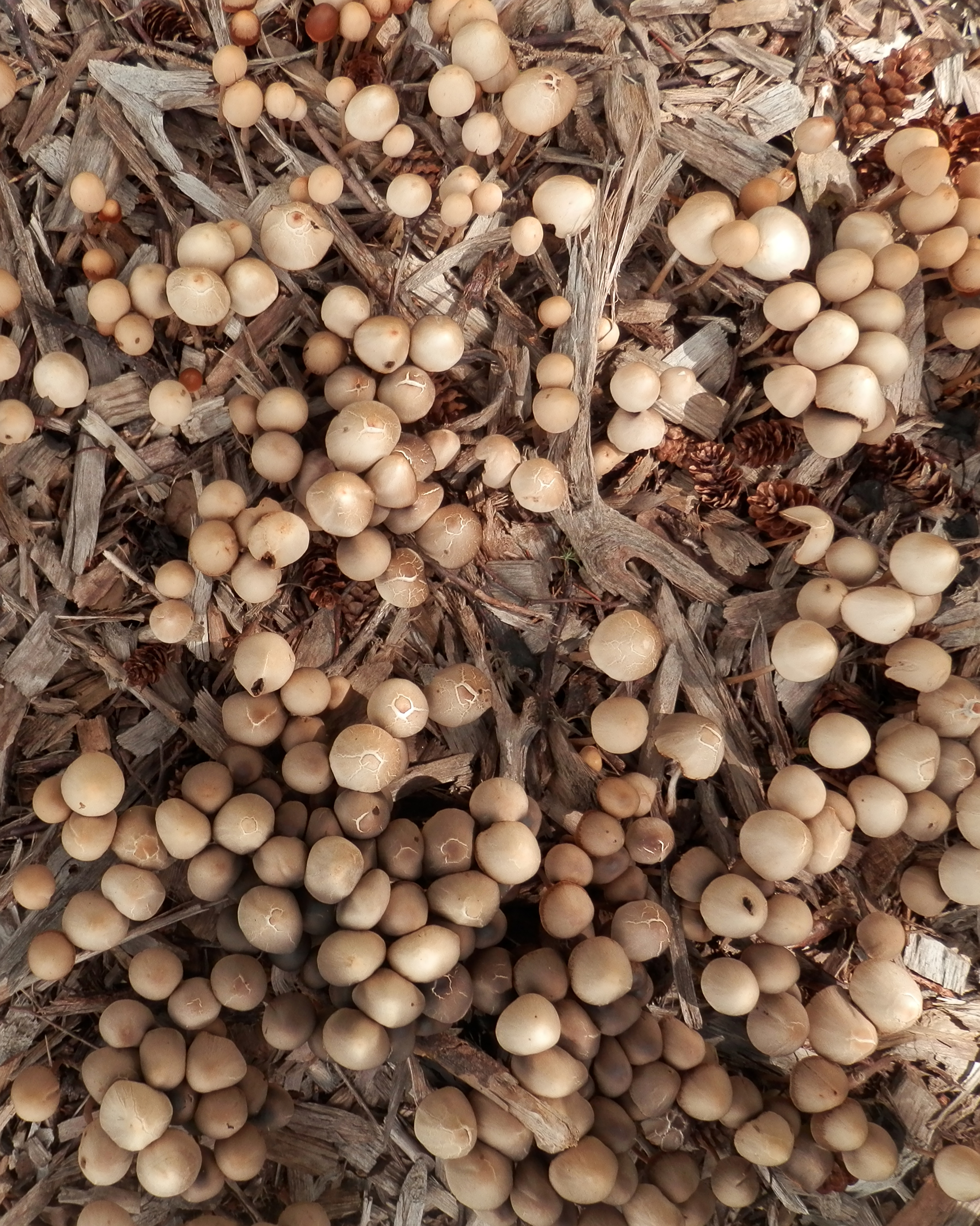
Fungos são exemplos de seres heterotróficos, já que necessitam da matéria orgânica para se alimentarem.

Heterotrofismo ou seres heterotróficos (do grego: hetero, diferente + trophikos, alimentar), refere-se àqueles seres vivos (heterotróficos) que não possuem a capacidade de produzir seu próprio alimento.
Sua alimentação é através da ingestão de compostos orgânicos, sendo então, dependente de seres vivos autotróficos ou de outros heterotróficos para obtenção destes compostos. Como por exemplo: ser humano, animais, vírus, protozoários, algumas plantas, fungos e algumas bactérias; sendo estas últimas importantes, inclusive, na medição da qualidade da água potável.
Algumas plantas além de serem autotróficas, podem apresentar heterotrofismo, como as plantas insetívoras. Entretanto, algumas plantas são completamente heterotróficas, como as plantas parasitas.

## Ecologia
Na ecologia, o heterotrofismo é visualizado através dos níveis tróficos (cadeias alimentares). Todos os seres vivos precisam de energia para sobreviver e os seres heterotróficos obtêm essa energia pela ingestão e digestão de alimentos. Na cadeia alimentar a energia para alimentação é obtida através dos organismos. Ex: os humanos comem peixes e estes comem organismos suspensos na água e outros peixes.
Dentro de um ecossistema, o heterotrofismo é classificado como os consumidores da cadeia alimentar e também como decompositores, como algumas bactérias e fungos.
No heterotrofismo, os nutrientes obtidos através da alimentação são utilizados como componentes importantes para as células obterem energia pelo processo de respiração celular. A respiração dos seres heterotróficos pode ser por fermentação ou respiração aeróbica.